# Bill Tritt

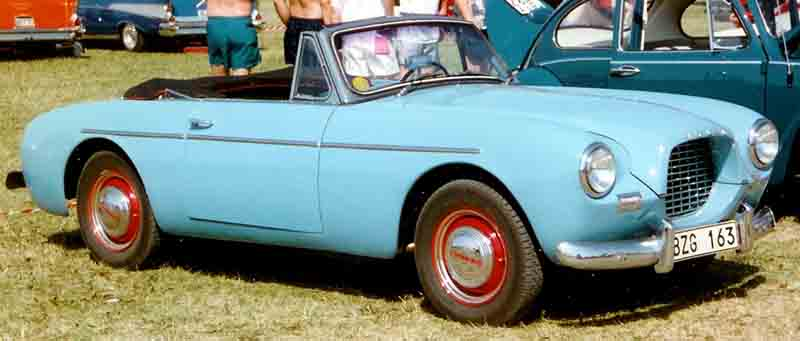
Volvo Sport, formgiven av Bill Tritt

Bill Tritt, född 29 augusti 1917, död 25 mars 2011, var en amerikansk båtbyggare och pionjär i användningen av glasfiberarmerad plast.
Bill Tritt utbildade sig på 1930-talet i skeppsbyggnad. Han arbetade på Douglas Aircraft med produktionsplanering och ritningar under andra världskriget. Under denna period byggde han också ett antal katamaransegelbåtar. År 1947 beställde hans vän John Green en tävlingssegelbåt på ungefär 20 fots längd. Denna båttyp fick namnet Green Dolphin och byggdes i fyra exemplar i glasfiberarmerad plast. Från 1948 byggde han små segeljollar i det 1947 grundade Glasspar Corporation och flyttade 1950 till större lokaler i Costa Mesa, och senare 1951 till Santa Ana. 
Bill Tritt formgav också bilkarosser som en av de första som arbetade i plast. Den första egna modellen var Glasspar G2, och han ritade eller byggde också karosser för bland andra Willys, Kaiser (Kaiser Darrin) och Volvo (Volvo Sport). Baserat på framgången med bilkarosser ville Tritt formge och producera en sportbil med namnet "Ascot", men Glasspars styrelse valde i stället att koncentrera sin affärsverksamhet på att bygga småbåtar.